# Libuše Nováková
Libuše Nováková, po mężu Menclová (ur. 29 marca 1924) – czechosłowacka lekkoatletka, dyskobolka.
Podczas igrzysk olimpijskich w Helsinkach (1952) zajęła 13. miejsce. 

## Rekordy życiowe
- Rzut dyskiem – 44,43 (1952)